# Sanzkow
Sanzkow ist ein Ortsteil der Gemeinde Siedenbrünzow im Landkreis Mecklenburgische Seenplatte in Mecklenburg-Vorpommern. Bis zur Eingemeindung nach Siedenbrünzow 2004 war Sanzkow eine eigenständige Gemeinde mit dem Ortsteil Zachariae.

## Geographie
Der Ort befindet sich etwa 5 km östlich von Demmin entlang des südlichen Ufers der Tollense.

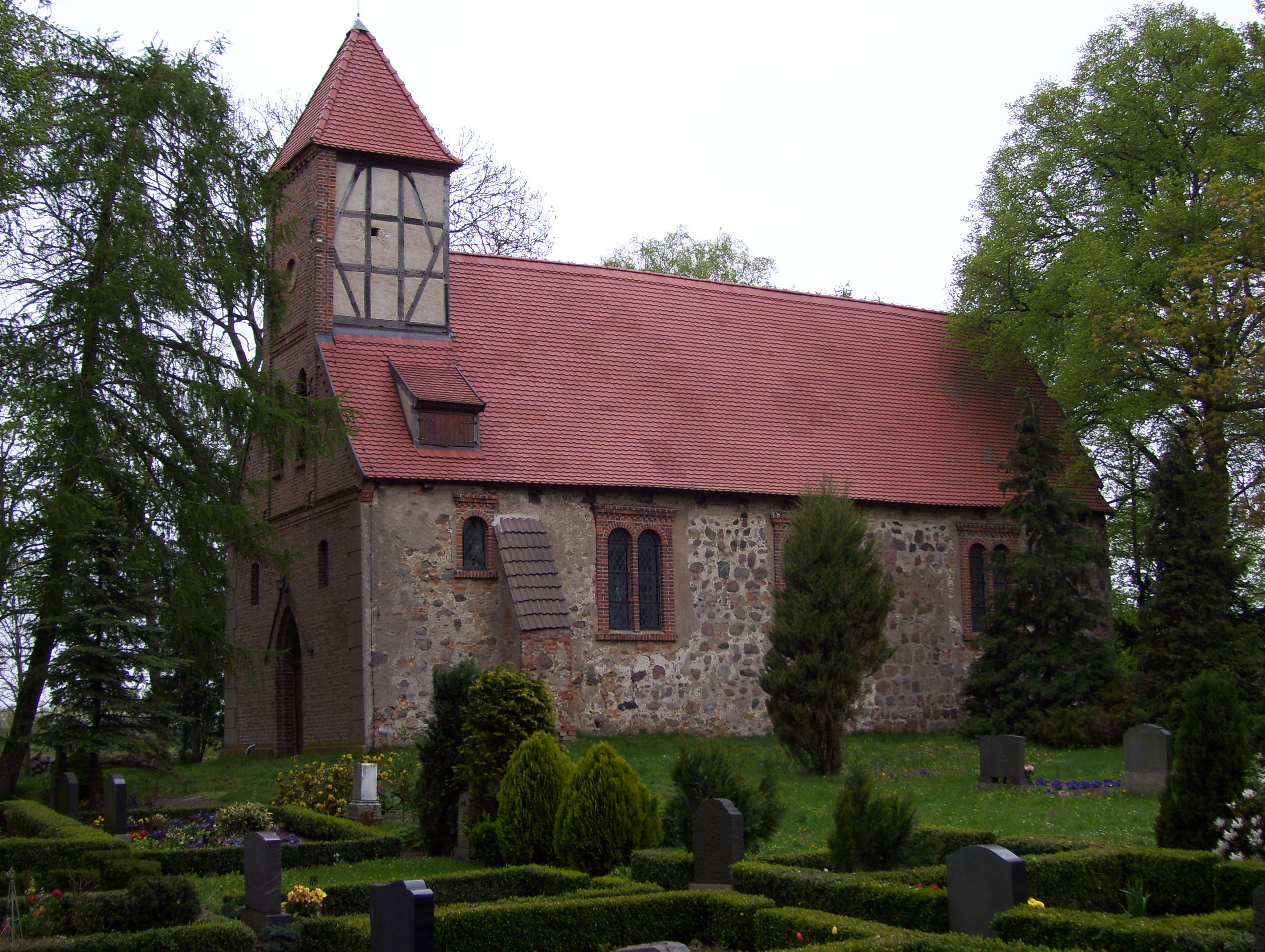
Kirche Sanzkow

## Geschichte
Sanzkow wurde erstmals 1248 erwähnt. Der Feldsteingiebel der Sanzkower Kirche stammt von um 1300. Bis ins Jahr 1864 enthielt sie ein mittelalterliches Altaraufsatz-Retabel mit Szenen aus dem Leben des Heiligen Franziskus. Ende des 18. Jahrhunderts wurde die Kirche umgebaut und erhielt im 19. Jahrhundert die Westfassade. Gutsbesitzer waren u. a. die Familien von Podewils (1515–1861) und danach Erichsohn und zuletzt Hecht (bis 1945).

## Verkehr

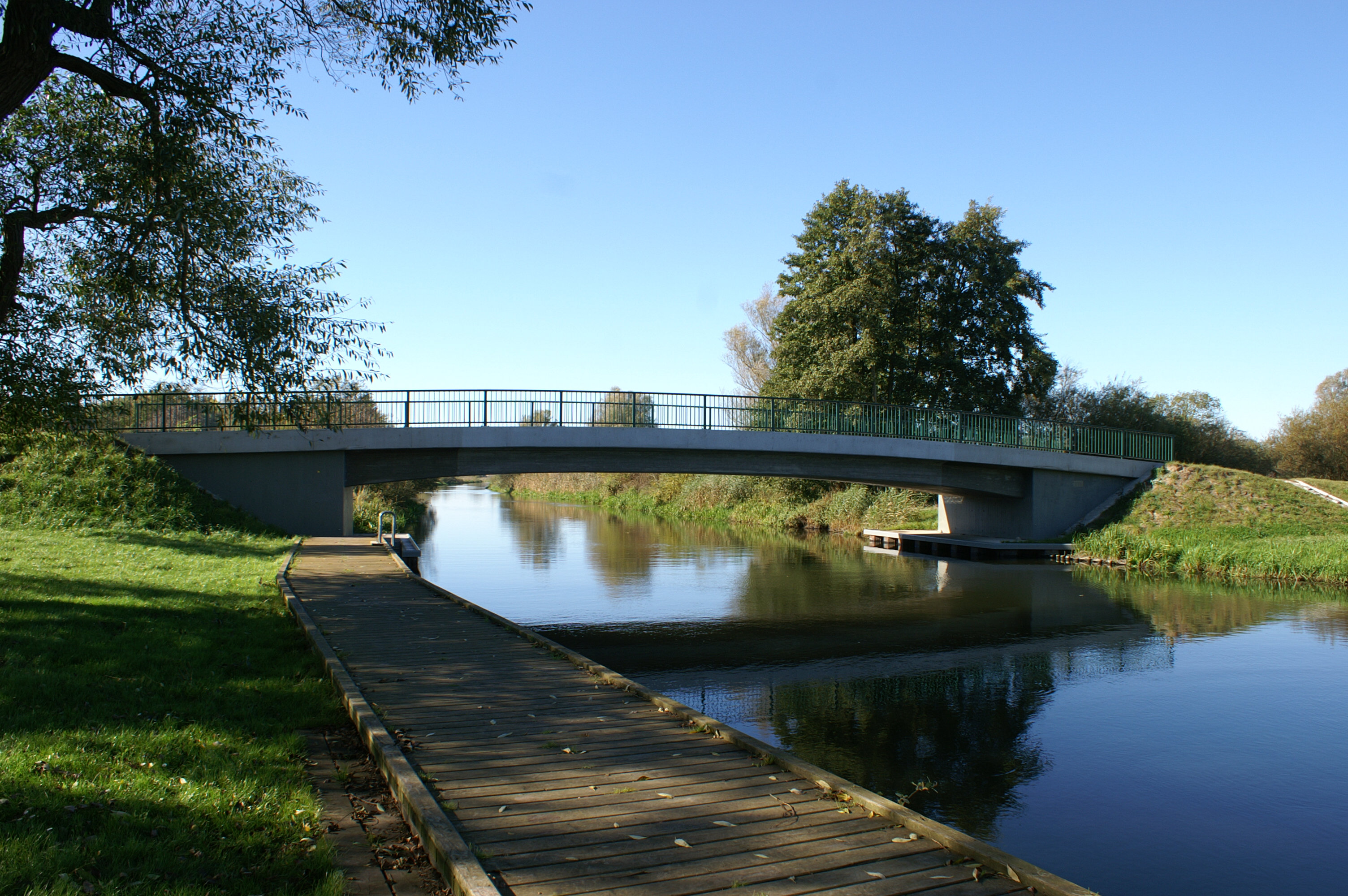
Tollensebrücke bei Sanzkow

Im Ort befinden sich zwei Bushaltestellen der Mecklenburg-Vorpommersche Verkehrsgesellschaft.

## Persönlichkeiten
- Johann Friedrich Homeyer (1753–1818), Kaufmann, Schiffsreeder, königlich-schwedischer Kommerzienrat
- Carl Loholm, (1795–1880), Pastor in Sanzkow 1825–1880
- Bernhard Schmitz (1819–1881), Romanist und Anglist, Hochschullehrer
- Max Bruhn (1902–1987), deutscher Lehrer und Philologe